# Sopran
Sopran je najviši ženski glas. Postoji više vrsta soprana. Najčešće se dijeli na koloraturni sopran (virtuozni), lirski sopran (nježniji), dramski sopran, spinto i soubrette. Sopran koji se, uz veliki raspon glasa, odlikuje pokretljivošću i gipkošću te može s lakoćom izvoditi mnogo ukrasa, zove se koloraturni sopran.
Primjeri:
- subreta Dawn Upshaw kao Susanna snimka

- koloraturni sopran Diana Damrau kao Susanna snimka

- laki lirski sopran Lucia Popp kao Susanna snimka

- puni lirski sopran Anna Netrebko kao Susanna snimka

- mezzosopran Cecilia Bartoli kao Susanna snimka